# アルツァーノの聖母
『アルツァーノの聖母』（アルツァーノのせいぼ、伊: La Madonna di Alzano, 英: The Alzano Madonna）として知られる『聖母子』（せいぼし、伊: La Madonna col Bambino, 英: The Virgin and Child）は、ルネサンス期のヴェネツィア派の巨匠ジョヴァンニ・ベッリーニが1485年から1487年頃に制作した絵画である。油彩。後期のベッリーニを代表する作品で、彼が制作した多くの半身像の聖母子画の中で最も有名かつ保存状態の優れた作品の1つである。かつてはベルガモ近郊のアルツァーノ・ロンバルドにあるサンタ・マリア・デッラ・パーチェ教会が所有していた。現在はベルガモのアッカデミア・カッラーラに所蔵されている。

## 作品
聖母マリアは背後にかけられた縦長の垂れ幕の前に座り、左膝の上に幼児のイエス・キリストを乗せ、左手を幼児キリストの背後から左の脇腹に回し、右手で息子の身体を前から支えている。聖母マリアと幼児キリストは、聖母の優しい愛撫の身振り以上に、息子に対して向けられているうっとりとした思慮深い眼差しによって強く結びつけられている。聖母のすぐ手前にある赤い大理石の欄干の上には梨が1つ置かれている。これはエデンの園の禁断の果実を表しており、キリストが新しいアダムとして自らの犠牲によって人類を原罪から救済することを暗示している。また欄干の中央にはベッリーニの署名が記されたカルテリーノが貼り付けられている。
垂れ幕の両側にはほとんどフランドル風の微細さで描かれた風景が遠くまで続いている。画面左側には2人の旅人が木のそばで休息している。彼らはホタテ貝の殻を持っているため巡礼者であることが分かる。スペインのサンティアゴ・デ・コンポステーラに巡礼する者はホタテ貝の徽章を身に着けたことから、ルネサンス期以降の美術ではホタテ貝は一般的に巡礼者を示すシンボルとなった。また2人の兵士を連れた騎士が画面を横切ろうとしており、さらに遠方には湖が広がり、その湖畔に城壁に囲まれた塔のある小さな都市が見える。画面右側には高い城壁を備えた城砦があり、その外側で2人の男が会話している。これらの都市や湖あるいは梨の果実はいずれも聖母マリアのシンボルであり、ベッリーニはこれらの表現の着想を讃美歌やアナレクタ（語録）、ラウダ（賛歌）などから得ているだけでなく、鑑賞者が隠喩であると理解することを困難にさせるほどの極めて自然な描写にまで昇華している。
ヴェネツィアのアカデミア美術館に所蔵されている『赤い智天使の聖母』（La Madonna dai Cherubini rossi）や『アルベロッティの聖母』（La Madonna degli Alberetti）の原型になったと考えられている。
ベッリーニの聖母画としては珍しく、工房による複製は知られていない。

## 来歴
一説によると本作品はベルガモ出身の建築家アレッシオ・アグリアルディ（Alessio Agliardi）の発注によって制作された。あるいはベルガモ郊外のアルビーノに聖アンナ修道院を設立したルクレツィア・アリアルディ・ヴェルトーヴァ（Lucrezia Agliardi Vertova）によって寄贈されたとも考えられている。1648年に伝記作家カルロ・リドルフィによってサンタ・マリア・デッラ・パーチェ教会の祭壇に設置されていたことが記録されている。その後、絵画はナポレオン時代に教会を離れ、ジョヴァンニ・バティスタ・ノーリ（Giovanni Battista Noli）という司祭の手に渡った。1869年、イギリスの画家・美術史家チャールズ・ロック・イーストレイクはロンドン・ナショナル・ギャラリーのために本作品を入手しようとしたが失敗した。その3年後の1872年、伯爵夫人エリザベッタ・ソットカッサ・ノーリ（Contessa Elisabetta Sottocassa Noli）は借金のために絵画をベルガモの美術収集家ジョヴァンニ・メッリ（Giovanni Melli）に売却した。売却価格は10,500リラであった。メッリは死後、従兄弟である美術史家ジョヴァンニ・モレッリにコレクションを残しており、モレッリは1891年にメッリのコレクションをアッカデミア・カッラーラに遺贈した。

## ギャラリー
関連作品

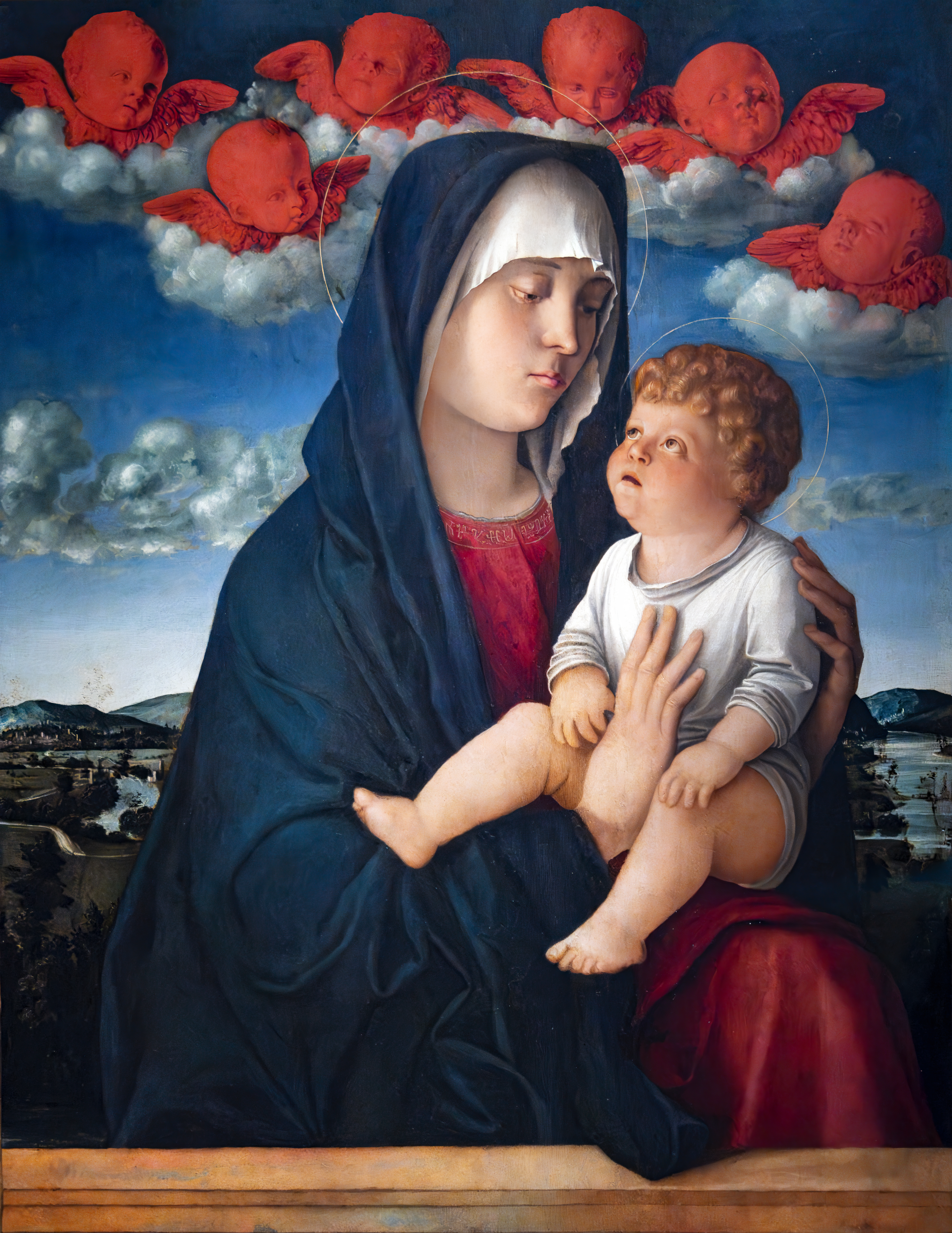
『赤い智天使の聖母』1485年-1490年頃 アカデミア美術館所蔵
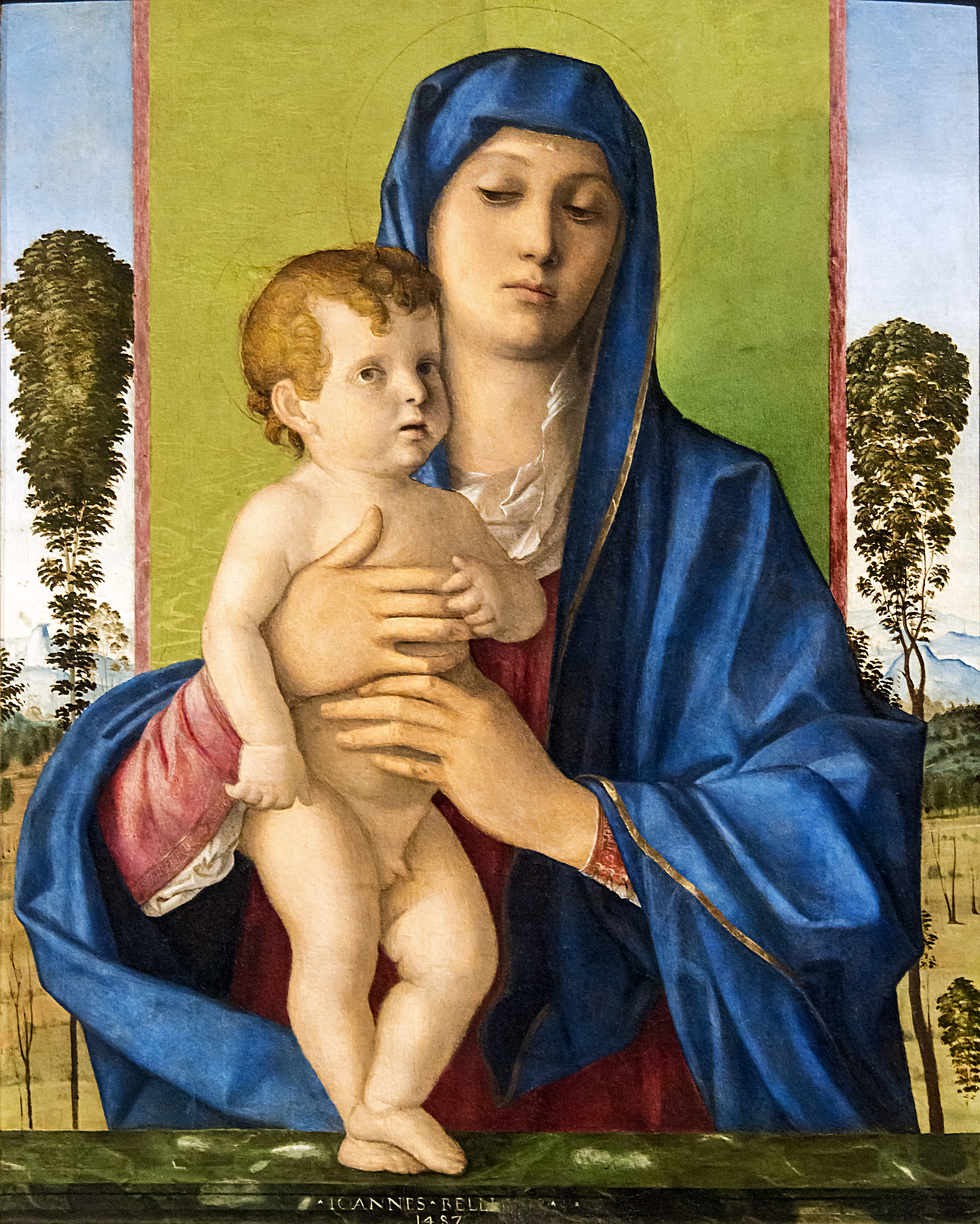
『アルベロッティの聖母』1487年 アカデミア美術館所蔵